# Pseudeusemia lemnia
Pseudeusemia lemnia är en fjärilsart som beskrevs av Jean Baptiste Boisduval 1832. Pseudeusemia lemnia ingår i släktet Pseudeusemia och familjen mätare. Inga underarter finns listade i Catalogue of Life.